# 日野正輝
日野 正輝（ひの まさてる、1951年2月23日 - ）は、人文地理学を専門とする日本の地理学者、東北大学名誉教授、中国学園大学名誉教授。
おもに都市システムや企業の支店立地に関する研究など、都市地理学と経済地理学の接点となる領域で業績を残した。

## 経歴
愛媛県生まれ。
1974年に名古屋大学文学部史学科を卒業して、大学院に進み、1976年に大学院文学研究科博士前期課程を修了し、1979年に博士後期課程を単位取得退学した。
当時の名古屋大学の地理学教室では、学生たちの間に計量地理学への関心が高かったといい、日野の学部時代の先輩や大学院生には、久保幸夫、杉浦芳夫、林上、阿部和俊らがいた。
1982年に東北大学理学部助手となった。
1985年には椙山女学園大学講師に転じ、1988年に助教授に昇任した。
1990年10月に東北大学理学部助教授となり、1995年には東北大学大学院理学研究科助教授となった。
1996年7月、「企業の支店配置と都市の階層分化」により、名古屋大学より博士（地理学）を取得した。
1997年、東北大学理学研究科教授に昇任し、2016年に定年退職して、東北大学名誉教授となり、中国学園大学教授に転じた。
中国学園大学には、2021年までの5年間、国際教養学部に在籍したが、その間に、図書館長などを務め、2019年から2021年にかけては学部長を務めた。退職後は名誉教授となった。

## おもな著書

### 単著
- 都市発展と支店立地 都市の拠点性、古今書院、1996年

### 共著
- （堤純との共著）Urban Geography of Post-Growth Society、東北大学出版会、2015年

### 共編著
- （吉野博との共編著）今を生きる—東日本大震災から明日へ！復興と再生への提言— 5 自然と科学、東北大学出版会、2013年
- （香川貴志との共編著）変わりゆく日本の大都市圏 -ポスト成長社会における都市のかたち―、ナカニシヤ出版、2015年